# Cá sấu Ấn Độ
Cá sấu Ấn Độ, cá sấu sông Hằng, cá sấu mõm dài thực sự hay cá sấu ăn cá (Gavialis gangeticus) là một trong hai loài còn sinh tồn trong Họ Cá sấu mõm dài. Đây là một trong 3 loài cá sấu bản địa lục địa Ấn Độ cùng với cá sấu đầm lầy và cá sấu nước mặn.. Nó là một trong những loài cá sấu còn sinh tồn có kích thước dài nhất. Con trưởng thành trung bình dài từ 3,5-4,5 mét. Con lớn nhất dài 6,25 mét. Con mới nở dài 37 cm. Con non đạt 1 m sau khi nở 18 tháng. Khối lượng trung bình nặng 159 đến 181 kg (351 đến 399 lb). Con đực dài từ 3 đến 6 m (9,8 đến 19,7 ft), còn con cái nhỏ hơn với thân dài 2,7 đến 3,75 m (8,9 đến 12,3 ft). Nó là loài cực kỳ nguy cấp. Chiếc mõm mảnh dẻ của loài này được sử dụng để bắt cá, do quai hàm của chúng thiếu sức mạnh cần thiết để bắt giữ các loài thú lớn hơn làm con mồi như ở các loài có cùng kích thước của hai họ Crocodylidae và Alligatoridae. Chúng không phải là loài ăn thịt người.

## Phân bố và nơi sống

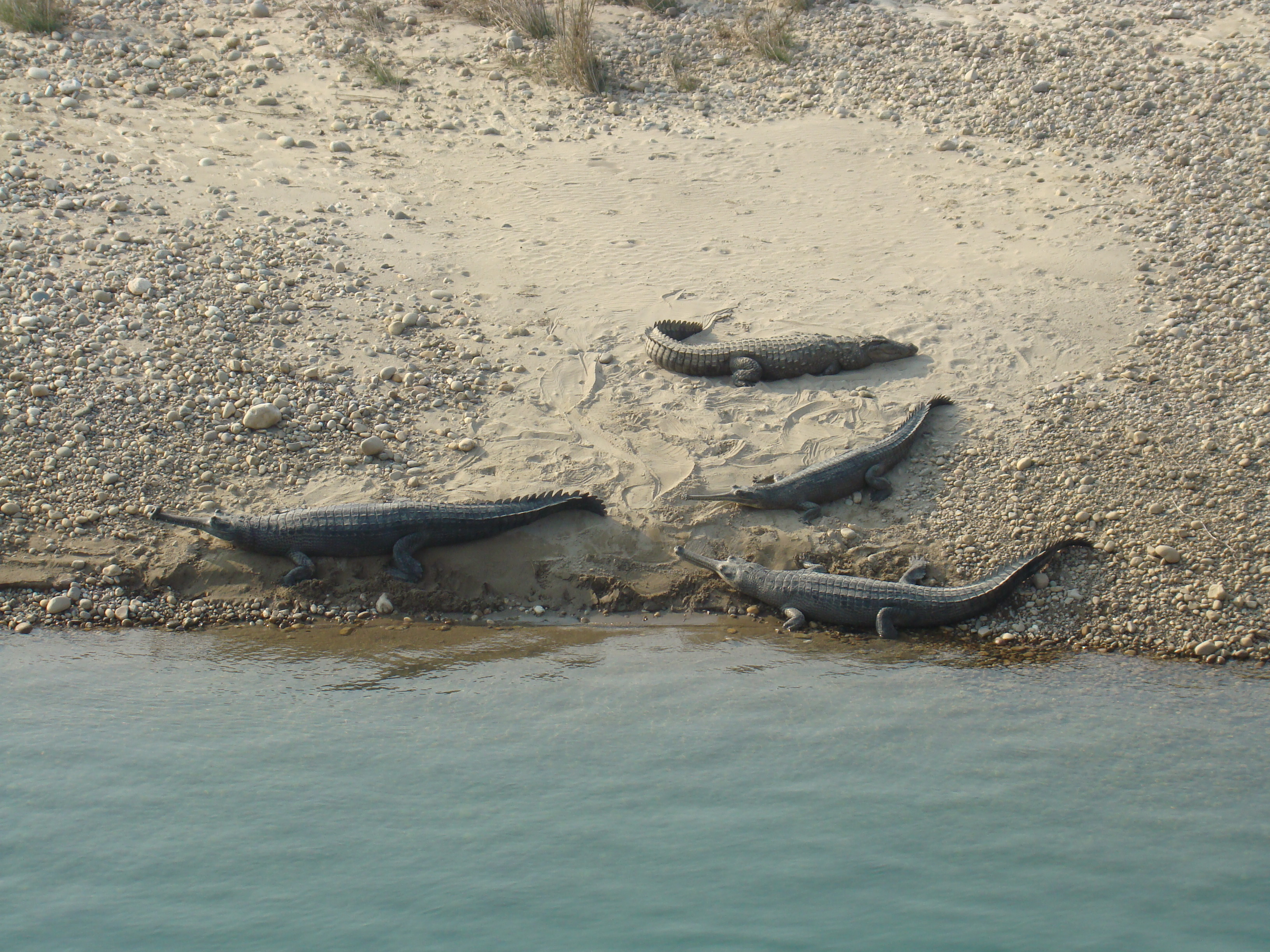
Nhóm cá sấu Ấn Độ và cá sấu đầm lầy ở sông Karnali của vườn quốc gia Bardia, Nepal

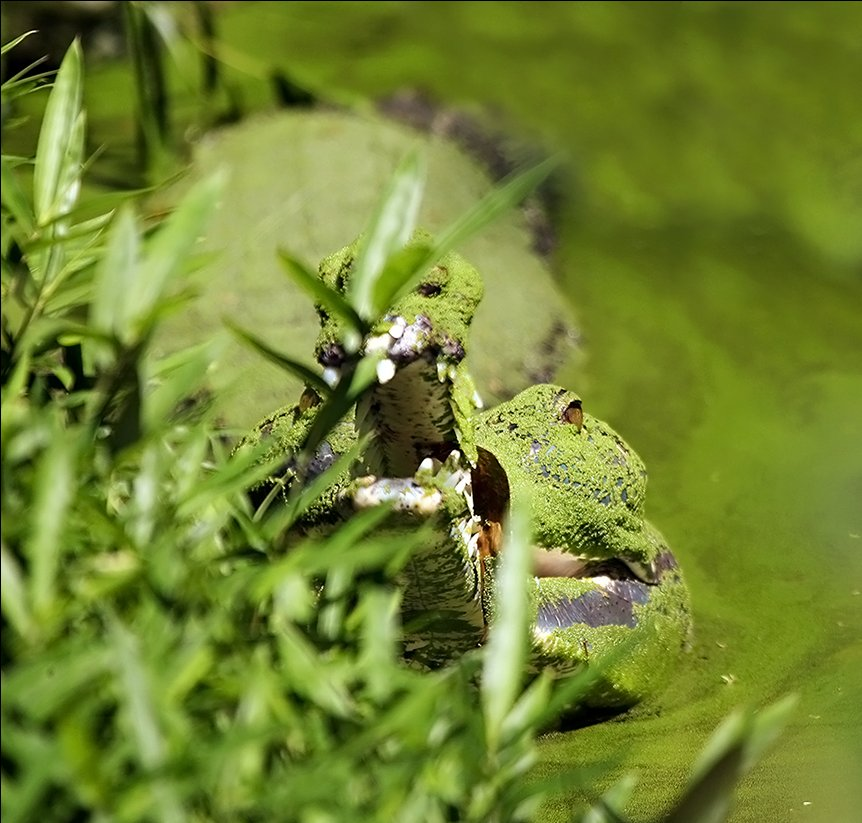
Cá sấu Ấn Độ

Cá sấu Ấn Độ đã từng phát triển mạnh trong tất cả các hệ thống sông chính của tiểu lục địa Ấn Độ, vươn qua các con sông phía bắc của nó từ sông Ấn ở Pakistan qua vùng ngập sông Hằng đến sông Irrawaddy Myanma. Ngày nay, chúng là loài tuyệt chủng ở sông Ấn, Brahmaputra của Bhutan và Bangladesh và sông Irrawaddy. Phạm vi phân bố của họ được giới hạn chỉ có 2% của phạm vi trước đây của chúng:
- Tại Ấn Độ, các quần thể nhỏ là hiện tại và ngày càng tăng trong các con sông của khu bảo tồn quốc gia Chambal, khu động vật hoang dã Katarniaghat, khu bảo tồn sông Son và quần xã sinh vật khu rừng nhiệt đới của khu bảo tồn hẻm núi Gorge Satkosia Mahanadi, Orissa, nơi mà chúng dường như không sinh sản;[6]
- Tại Nepal, quần thể nhỏ hiện diện và phục hồi chậm chạp trong các nhánh của sông Hằng, chẳng hạn như hệ thóng Narayani -sông Rapti trong Vườn quốc gia Chitwan và hệ thống Karnali - sông Babai ở vườn quốc gia Bardia[7][8].

Chúng cùng khu vực phân bố với cá sấu đầm lầy (hay cá sấu Iran hoặc cá sấu Ba Tư) (Crocodylus palustris) và trước đây đã từng sinh sống cùng với cá sấu hoa cà (Crocodylus porosus) trong vùng đồng bằng sông Irrawaddy.
Trong năm 1977, bốn tổ được ghi nhận trong khu bảo tồn hoang dã sông Girwa Katarniaghat, nơi có 909 cá sấu Ấn Độ đã được thả cho đến năm 2006. Hai mươi tổ được ghi lại trong năm 2006, để 16 con cái đẻ trứng kết quả từ 30 năm du nhập lại, tương đương với 2% tổng số trước khi thả vào năm 2006. Trong năm 1978, mười hai tổ đã được ghi lại trên sông Chambal ở khu bảo tồn quốc gia Chambal, nơi có 3.776 cá sấu Ấn Độ đã được thả cho đến năm 2006. Đến năm 2006, số lượng tổ đã tăng hơn 500% đến 68 tổ, nhưng số con trưởng thành, con cái sinh sản được chỉ có khoảng 2% tổng số lượng thả ra. Các con non mới nở là đặc biệt dễ trôi dạt xuống hạ lưu của khu vực được bảo vệ trong thời gian lũ lụt gió mùa hàng năm.

## Mối đe dọa
Theo IUCN, sự suy giảm số lượng 96-98% đã xảy ra trong khoảng thời gian từ năm 1946, và số lượng phổ biến rộng rãi khoảng 5.000 đến 10.000 cá thể đã bị giảm xuống một số lượng rất nhỏ số lượng nhận diện được ít hơn 235 cá thể vào năm 2006. Sự suy giảm mạnh của cá sấu Ấn Độ có thể là do nhiều nguyên nhân, bao gồm cả săn bắn quá nhiều, thu gom trứng để tiêu thụ, giết cho y học cổ truyền và giết bởi ngư dân.

## Hình ảnh

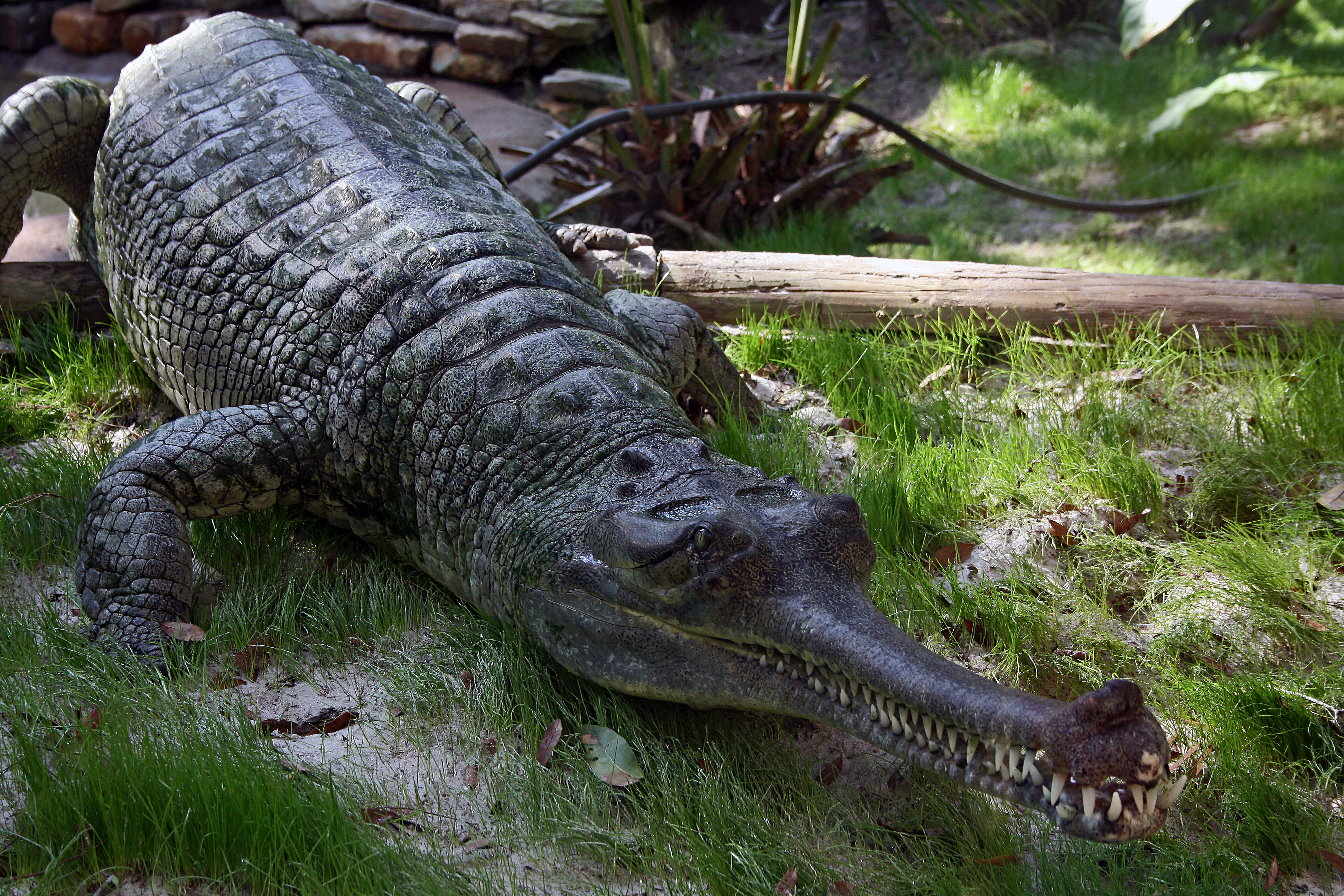
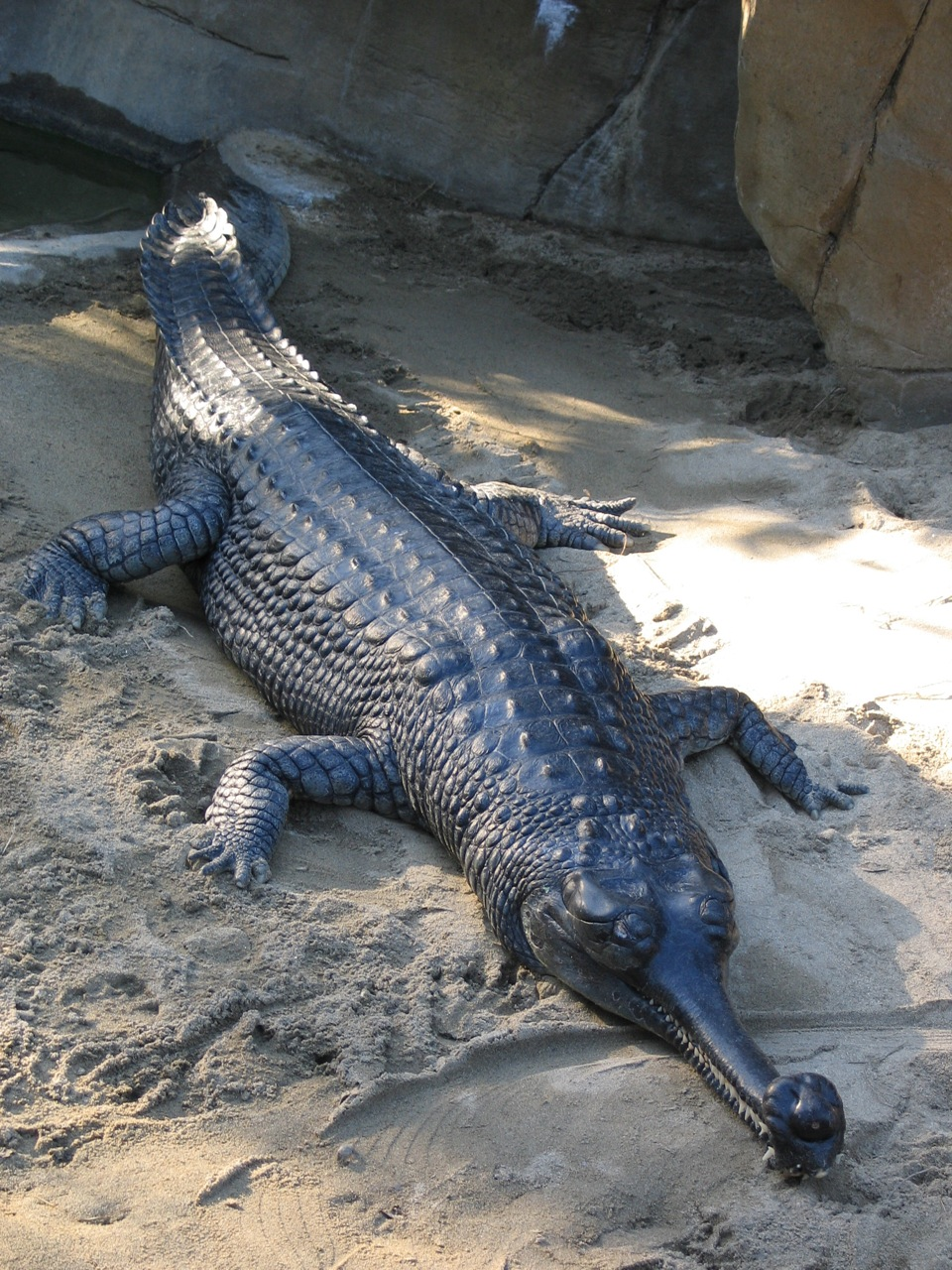
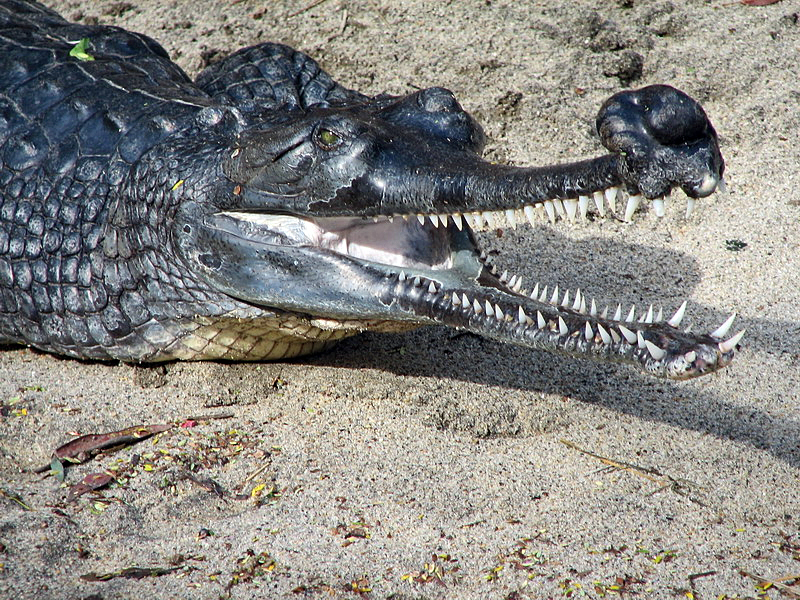
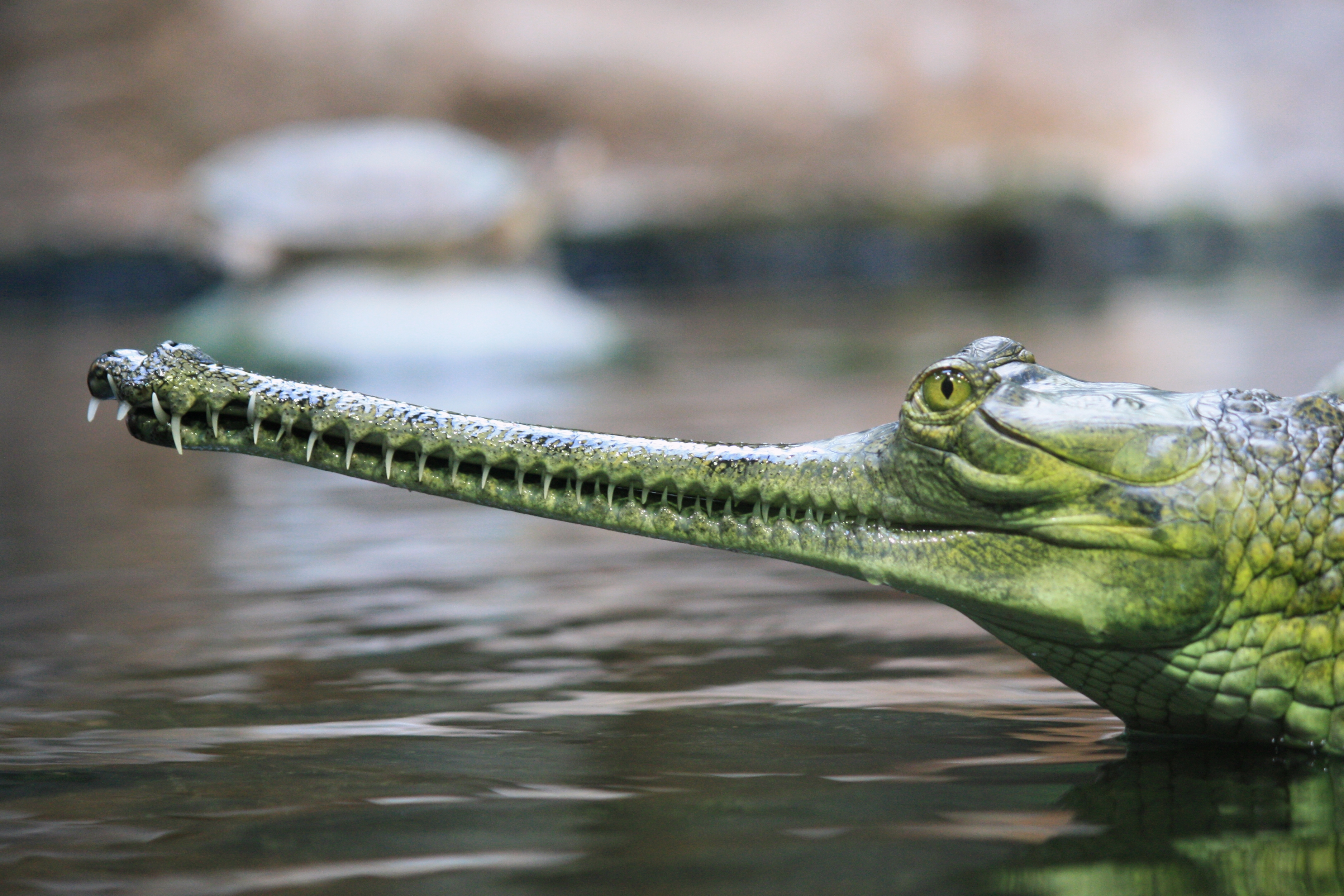
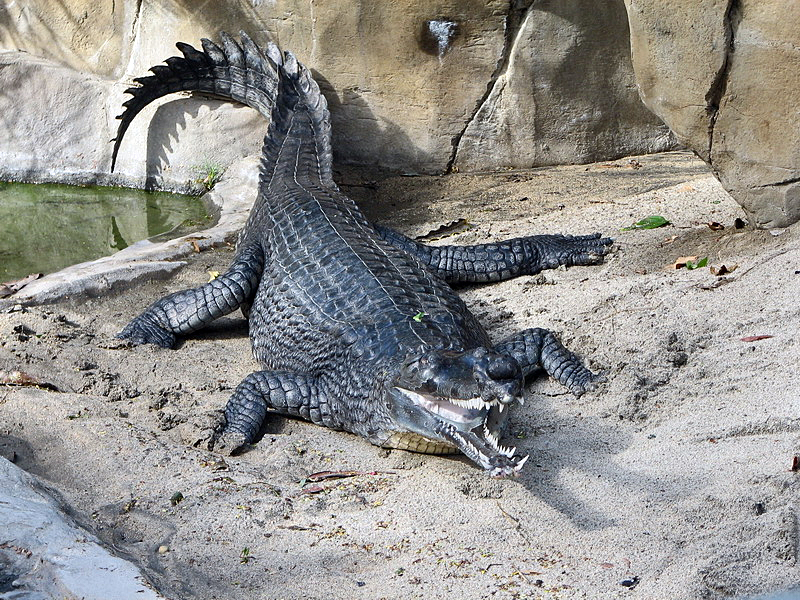
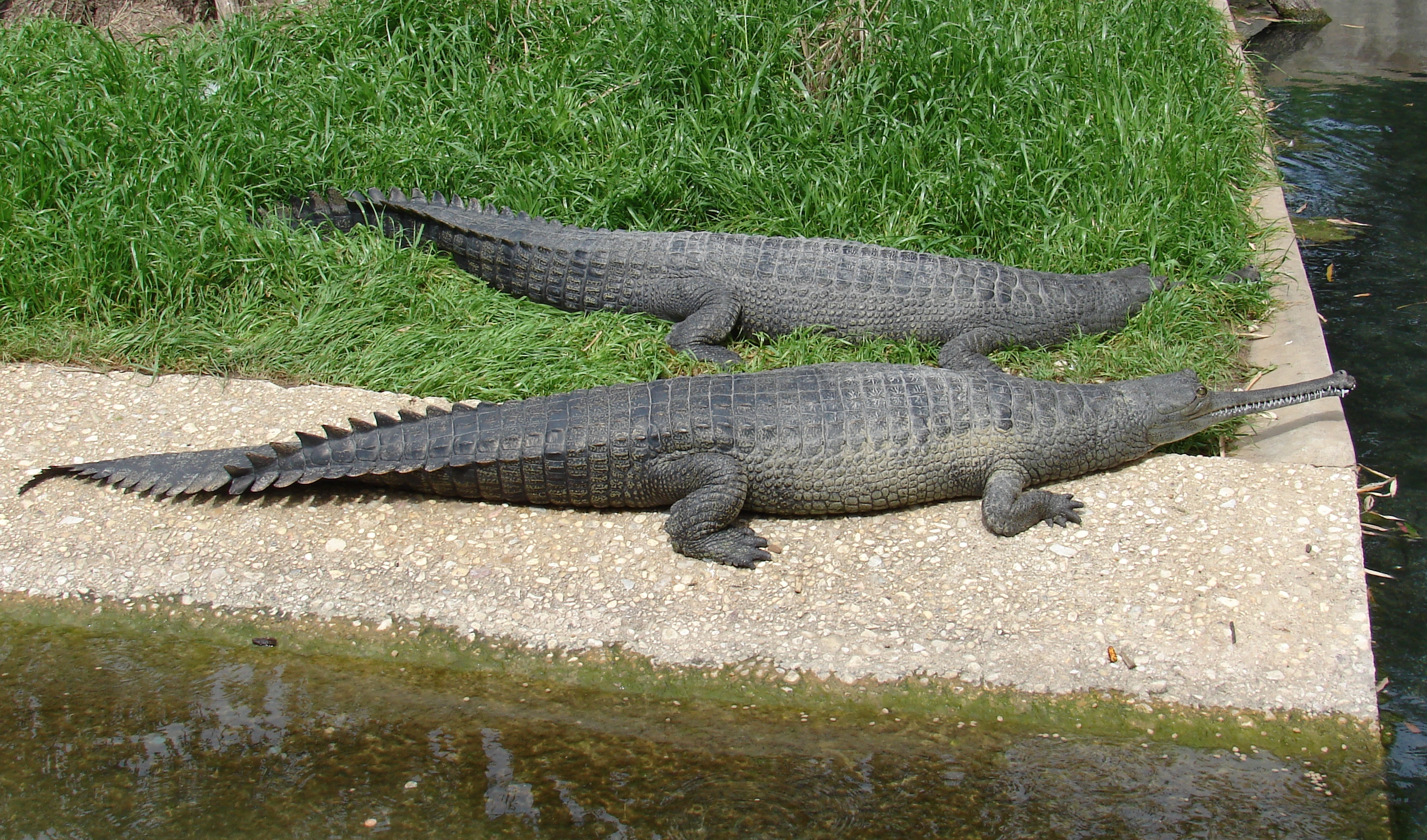